# Jonas Wallerstedt
Jonas Wallerstedt, född 18 mars 1978 i Linköping, är en svensk före detta fotbollsspelare.
Wallerstedt blev den förste svensken i Ryska Premier League då han spelade med Torpedo-Metalurg Moskva. Han har även provat på landslagsspel. Som målskytt är han känd för sin målfarlighet med huvudet.

## Spelarkarriär

### IFK Norrköping
Efter att ha spelat för IK Östria Lambohov och BK Kenty gick han till IFK Norrköping under 1995. Han kom att bli en pålitlig anfallskraft för laget och gjorde 31 mål på 123 matcher, och blev uttagen i landslaget flera gånger under 1999 och 2000. Han utsågs även som "Årets herrfotbollsspelare i Östergötland" 1999. IFK Norrköping blev nedflyttat till Superettan efter säsongen 2002 och Wallerstedt bestämde sig för att pröva lyckan på annat håll. Han provspelade för ett antal klubbar, bland annat norska Bryne FK och ryska Torpedo-Metallurg. Han flyttade så småningom till den ryska klubben och tecknade ett treårigt avtal i februari 2003 och blev då den första svenska spelaren att spela i Ryska Premier League.

### GIF Sundsvall
Wallerstedt återvände till Allsvenskan den 1 juli 2003, efter endast fem månader i Ryssland. Fifa får överföringen att gå igenom trots 12-månadersregeln med anledning av Torpedo-Metallurgs problem med utbetalningar av löner och att ordna visum för Wallerstedt. Det innebar även att Wallerstedt överförts till sin nya klubb utan en övergångssumma eftersom hans treåriga avtal med den ryska klubben inte längre var bindande.
Wallerstedt tog genast en plats i startelvan och gjorde fyra mål på 15 matcher under sin första säsong, vilket hjälpte klubben att undvika nedflyttning. Säsongen 2004 blev en stor framgång för både Wallerstedt och hans klubb. GIF Sundsvall slutade på en imponerande 7:e-plats och Wallerstedt slutade som klubbens skyttekung med sina nio mål på 25 matcher.
2005 års säsong började dåligt för Wallerstedt som skadade sitt högra knä under matchen mot IF Elfsborg, den första matchen på säsongen, och missade nästan hela säsongen. Trots att laget var inblandad i nedflyttningsstriden förlängde han sitt kontrakt till slutet av säsongen 2008 och förklarade att han inte skulle skriva på kontraktet om han inte trodde att laget skulle överleva nedflyttningsstriden. Wallerstedt visade sig dock ha fel eftersom laget hade det svårt utan sin stjärna och slutade näst sist och blev därmed nedflyttade till Superettan efter sex raka säsonger i Allsvenskan.

### IFK Göteborg

#### Säsongen 2006
Wallerstedt köptes från GIF Sundsvall till IFK Göteborg för en rapporterad summa på 50 000 euro tillsammans med sin lagkamrat Ali Gerba för att ersätta Peter Ijeh på forwardsidan. Hans debut i Allsvenskan kom i första matchen på säsongen då han ersatte sin gamla lagkompis från Sundsvall. Matchen slutade dock i en besvikelse, 0-0 mot nykomlingen Östers IF. Hans första matchstart och mål kom två matcher senare mot Helsingborgs IF. Tidigt under andra halvleken fick han ett svepande inlägg från Magnus "Ölme" Johansson som Wallerstedt mötte med en målgörande slängnick. Det var det sista målet i matchen som slutade 2-2, den tredje raka oavgjorda matchen för IFK Göteborg. Resten av säsongen var inte mycket bättre och slutade med tio starter och elva matcher på inhopp och tre gjorda mål. Fansen uppskattade dock Wallerstedts inställning till spelet och hans orädda utmaningar i luftdueller.

#### Säsongen 2007
2007 års säsong var bättre för både Wallerstedt och IFK Göteborg som vann Allsvenskan och slutade som tvåa i Svenska cupen. Wallerstedt användes från början som ett avbytare för Stefan Selakovic som misslyckades med att producera och i tionde matchen för säsongen fick Wallerstedt en plats i startelvan. Wallerstedt lyckades bättre än Selakovic och med förlusten av Marcus Berg till FC Groningen fanns han regelbundet med i startelvan, ofta ihop med Pontus Wernbloom på topp. De två starka och hårt arbetande anfallarna visade sig vara ett svårt par att försvara sig mot då IFK Göteborg avslutade säsongen med 14 raka matcher utan förluster. Han användes även som yttermittfältare flera gånger under säsongen, en position han haft problem med att anpassa sig till. Wallerstedt hade vid slutet av säsongen spelat 25 matcher och lyckades göra sju mål.
Efter säsongen började rykten cirkulera om att Wallerstedt och hans lagkamrat Thomas Olsson förhandlade för att göra en comeback i sitt tidigare lag IFK Norrköping som hade blivit uppflyttade till Allsvenskan, men när säsongen 2008 närmade sig hade ingen av spelarna bytt klubb. Wallerstedt sa dock att han var intresserad av att återvända till sin forna klubb efter hans dåvarande kontrakt löpt ut.

#### Säsongen 2008
I Wallerstedts tredje säsong i IFK Göteborg gick laget in som en av de stora favoriterna att vinna Allsvenskan. Säsongen inleddes i en flygande start då IFK Göteborg vann Supercupen med Wallerstedt som den stora hjälten med sina två mål i 3-1-segern. Målformen fortsatte i första ligamatchen, mot Malmö FF, där han gjorde det sista målet som kvitterade matchen. Resten av säsongen blev tuffare för Wallerstedt som han hade svårt att få speltid som anfallare och blev ofta placerad på bänken och när han spelade var det oftast som vänstermittfältare i stället för anfallare. Bland annat berodde detta på Robin Söders utveckling och att tränarna Stefan Rehn och Jonas Olsson föredrog speeden i Tobias Hysén framför Wallerstedts styrka. Han spelade dock 28 matcher, varav 17 i startelvan, och visade återigen sin kompetens framför mål då han slutade säsongen som klubbens skyttekung i Allsvenskan med sju mål och hjälpte laget att placera sig på en tredjeplats. Laget vann även Svenska cupen där man vann finalen mot Kalmar FF på straffar. Under hösten 2008 spelade man även kval till Uefa Champions League och Wallerstedt spelade sin första match i turneringen i den första kvalomgången mot S.S. Murata då han ersatte Robin Söder inför den andra halvleken.
Hans första (och hittills enda) mål kom i den andra matchen mot Murata när han gjorde det tredje målet i 4-0-hemmaseger (9-0 totalt). IFK Göteborg åkte ur i den andra kvalomgången utan att Wallerstedt fick spela en enda minut. Efter säsongen ryktades han vara missnöjd med mängden speltid och kopplades med ett flertal klubbar, däribland lokala rivalen Örgryte IS och förra klubben GIF Sundsvall.

### Tillbaka i GIF Sundsvall
Den 24 februari meddelades det att Wallerstedt hade skrivit på för hans tidigare klubb GIF Sundsvall, som då spelade i Superettan. Han gjorde mål i sin första match för klubben, i en vänskapsmatch mot Umeå FC. Wallerstedt gjorde också lagets första mål för säsongen när GIF Sundsvall vann mot Falkenbergs FF med 2-1. Hans andra mål för säsongen kom under vecka 6 när han säkrade en poäng på för sitt lag med en straff i en 1-1-match mot Qviding FIF, en match där han valdes som kapten i Stefan Ålanders frånvaro. Säsongen summerades med nio mål och GIF Sundsvall slutade på plats fem i Superettan.

### Umeå FC
Den 24 februari 2012 meddelades det att Wallenstedt skrivit på för Superettanykomlingen Umeå FC. Kontraktet gäller för 5+5 månader.

## Meriter
- SM-guld 2007
- 3 A-landskamper
- 12 U21-landskamper
- 1 J-landskamp